# Ochiul Beiului
Ochiul Beiului este un lac carstic cu o suprafață de 284 m² în apropierea Cascadelor Beușniței de pe pârâul Beu, în Parcul Național Cheile Nerei-Beușnița.
Lacul Ochiul Beiului este situat într-o zonă de o sălbăticie impresionantă din Parcul Național Cheile Nerei — Beușnița, la limita Munților Aninei cu Munții Locvei, la o altitudine de 310 metri. Forma lacului este a unui crater cu adâncimea de 3,6 metri, iar apa este atât de curată, încât păstrăvii care înoată în el pot fi admirați în toată splendoarea lor
Este alimentat de un izvor submers. Adâncimea maximă este 3,6 m.